# Vil·lina

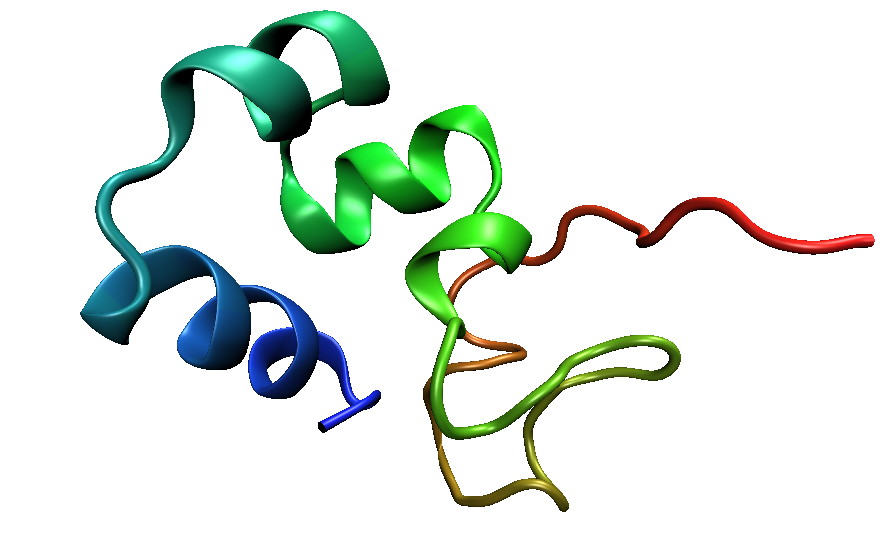
Helix de la vil·lina en un pollastre.

La vil·lina (en anglès:Villin) és una proteïna d'unió a actina de massa atòmica 92,5 kDa. Com a proteïna, té una estructura amb múltiples dominis tipus gelsolina associats a una petita zona C-terminal (en la imatge) consistent en una forquilla d'alfa hèlix estabilitzada mitjançant enllaços hidròfobs. Es troba en cèl·lules animals, però n'hi ha de semblants en la planta model Arabidopsis thaliana.

## Funció
En els animals vertebrats la vil·lina ajuda a donar suport als microfilaments dels microvilli. Com la gelsolina, la vil·lina és un factor que permet que la cèl·lula adopti la seva configuració fluida. Això ho fa fragmentant els microfilaments de l'escorça cel·lular, en presència de calci, per l'exocitosi. La vil·lina també actua polimeritzant els microfilaments d'actina en els microvillis 
Tanmateix la funcó de la vil·lina no és totalment coneguda.